# Остроносов, Логвин Зосимович
Логвин Зосимович Остроносов (1877 — 2 февраля 1957, Клинцы) — ткач, депутат Государственной думы I созыва от Черниговской губернии

## Биография
Из семьи государственного крестьянина деревни Казённая Туросна (другое название «Дурни») Суражского уезда Черниговской губернии (с 1925 г. в черте г. Клинцы, в составе нынешнего Приозёрного микрорайона). Систематического образования не получил, но был грамотен. (По другим сведениям получил начальное образование). До 11 лет был пастухом. С 13 лет (то есть с 1890) ткач на суконной мануфактуре «М. М. Гусева наследников» (позже — ф-ка им. В. Ногина, затем — Отделочная).
В июле 1905 в Клинцах прошла длительная забастовка рабочих на текстильных фабриках. Логвин Остроносов проявил себя в это время как яркий оратор. Несмотря на молодость, его отличала рассудительность, он умел говорить с людьми.
15 апреля 1906 избран в при поддержке социал-демократов Государственную думу I созыва от общего состава выборщиков Черниговского губернского избирательного собрания. 18 апреля, на Пасху, уже являясь депутатом, Остроносов выступил на рабочем митинге в Токаревском лесу близ Клинцов. Казаки разогнали митинг и задержали организаторов и выступавших. Арестованных избили нагайками, связали арканами и повели в Клинцы с верёвками на шеях, поместив каждого арестованного между двух конных казаков. После ночного разбирательства в силу депутатской неприкосновенности Остроносов был освобождён, но этот эпизод — «Депутат с петлёй на шее», которого тянут за лошадью, — стал известен всей России.
На вопрос думской анкеты о партийной принадлежности назвал себя беспартийным, сочувствующим социалистам. Журналисты называли его народным социалистом. В Думе он вошёл в Трудовую группу. Социал-демократическая фракция возникла со значительным опозданием, только после приезда грузинских депутатов-меньшевиков. После её образования Остроносов в неё не перешёл, хотя постоянно контактировал с ней. 22 мая 1907 был избран в Постоянный комитет Трудовой группы, состоявший всего из 8 депутатов. На 19-м заседании вступил в публичную полемику с князем Н. С. Волконским, утверждая, что причина низких урожаев на крестьянских наделах, не в неумении крестьян работать, а в качестве наихудших земель, полученных ими при реформе 1861 г. Приходившие на его имя приветственные телеграммы он либо зачитывал сам (например, телеграмму крестьян села Творишино Суражского уезда), либо передавал для оглашения в Президиум (приветствия Думе от Клинцовской управы, от Коржовской пожарной дружины).
Подписал воззвание 14 рабочих депутатов «Ко всем рабочим». На 14-м заседании Думы Остроносов выступал в поддержку предложения немедленно образовать земельные комитеты на местах. Начиная с 18 мая, Остроносов регулярно присоединяется к парламентским запросам к Правительству. Всего он подписал 25 депутатских запросов (в том числе о карательной акции в с. Медвёдово Стародубского уезда, о рейде жандармского генерала Рудова и т. п.). Подписал подготовленное социал-демократами депутатское заявление о судьбе председателя московского союза печатников Волкова, арестованного за призыв к восстанию. В начале июня, пропустив два или три заседания, Остроносов выезжал в Клинцы, встречался с избирателями, рассказывая о работе Думы. Его проводы в Петербург превратились в мощную политическую демонстрацию на вокзале. На перроне вокзала в Клинцах Остроносов произнёс яркую, краткую речь, пообещав продолжить борьбу за интересы трудового народа.
После роспуска Думы, 10 июля 1906 года в г. Выборге подписал «Выборгское воззвание»
По возвращении в Суражский уезд Остроносова ждало уголовное преследование. После длительного следствия его отпустили. Так как с 16 июля было начато следствие по делу о Выборгском воззвании, Остроносов два раза в неделю должен был отмечаться в полиции. Суд над «выборжцами» состоялся в конце 1907 года в Петербурге, куда заблаговременно выехал Остроносов. 18 декабря Особое присутствие Петербургской судебной палаты признало его виновным и по ст. 129, ч. 1, п. п. 51 и 3 Уголовного Уложения, приговорило к 3 месяцам тюрьмы и лишило права баллотироваться на избираемые должности.
Обращение осуждённых «выборжцев» в Кассационный департамент Сената 11 марта 1908 г. было отклонено. Вместе с другими депутатами Остроносов отбывал свой срок в Петербурге с мая по август 1908 г.
Известно, что в социал-демократическую партию Логвин Остроносов так и не вступил, будучи сторонником мирного преобразования общества на социалистических началах. Судьба Логвина Зосимовича в советское время в деталях неизвестна. Скончался 2 февраля 1957, похоронен в посёлке Чемерна.

## Семья
- Младший брат — Михаил Зосимович Остроносов (род. ноябрь 1897, д. Казенная Туросна Клинцовского уезда Гомельской губ.) студент Белорусского Гос. Университета, проживавший в Минске, 12 февраля 1926 г. приговорён ОСО по обвинению в 61, 73 УК БССР (антисоветская агитация) к 3 годам высылки в Коми-Пермяцкий национальный округ. Реабилитирован 23 июня 1992 г. Прокуратура Республики Беларусь[8].
- Жена — Анна Фадеевна в замужестве Остроносова, урождённая ? (1881 — 7 июля 1964).